# Christoph Stephan
Christoph Stephan (Rudolstadt, 12 gennaio 1986) è un ex biatleta tedesco.

## Biografia
Allenato da Mark Kirchner, ha avuto molto successo a livello juniores, vincendo anche tre ori ai Mondiali del 2007 svoltisi in Italia. In Coppa del Mondo ha esordito il 16 marzo 2006 nella sprint di Kontiolahti (56°), ha conquistato il primo podio il 15 gennaio 2009 nella staffetta di Ruhpolding (2°) e la prima vittoria il 25 gennaio successivo nella partenza in linea di Anterselva. Ai Mondiali di quella stagione, a Pyeongchang, è arrivato secondo nell'individuale ed è stato schierato nella staffetta, dove ha chiuso in terza posizione.
Ai XXI Giochi olimpici invernali di Vancouver 2010, sua prima partecipazione olimpica, si è classificato 19° nella sprint, 29° nell'individuale, 30° nell'inseguimento e 23° nella partenza in linea, mentre ai Mondiali di Chanty-Mansijsk del 2011 non è riuscito ad andare a medaglia.
Non convocato ai Mondiali del 2012 e del 2013, ai XXII Giochi olimpici invernali di Soči 2014 ha disputato la sprint e l'inseguimento, classificandosi rispettivamente 58° e 43°.

## Palmarès

### Mondiali
- 2 medaglie:
  - 1 argento (individuale[1] a Pyeongchang 2009)
  - 1 bronzo (staffetta[1] a Pyeongchang 2009)

### Mondiali juniores
- 4 medaglie:
  - 3 ori (sprint, inseguimento, staffetta a Val Martello 2007)
  - 1 bronzo (staffetta a Presque Isle 2006)

### Europei juniores
- 1 medaglia:
  - 1 argento (staffetta a Langdorf 2006)

### Mondiali di biathlon estivo
- 3 medaglie:
  - 2 ori (sprint, staffetta mista a Oberhof 2009)
  - 1 argento (inseguimento a Oberhof 2009)

### Coppa del Mondo
- Miglior piazzamento in classifica generale: 18º nel 2009
- 9 podi (2 individuali, 7 a squadre), oltre a quelli conquistati in sede iridata e validi anche ai fini della Coppa del Mondo:
  - 3 vittorie (1 individuale, 2 a squadre)
  - 3 secondi posti (a squadre)
  - 3 terzi posti (1 individuale, 2 a squadre)

#### Coppa del Mondo - vittorie
| Data            | Località   | Nazione  | Specialità                                            |
| --------------- | ---------- | -------- | ----------------------------------------------------- |
| 25 gennaio 2009 | Anterselva | Italia   | MS                                                    |
| 5 gennaio 2011  | Oberhof    | Germania | RL (con Alexander Wolf, Arnd Peiffer e Michael Greis) |
| 23 gennaio 2011 | Anterselva | Italia   | RL (con Daniel Böhm, Arnd Peiffer e Michael Greis)    |

Legenda:

MS = partenza in linea

RL = staffetta